# 福岡県道・熊本県道3号大牟田植木線
福岡県道・熊本県道3号大牟田植木線（ふくおかけんどう・くまもとけんどう3ごう おおむたうえきせん）は、福岡県大牟田市から熊本県熊本市北区に至る県道（主要地方道）である。

## 概要
福岡県大牟田市築町から熊本県熊本市北区植木町一木に至る。全線を通してほぼ片側1車線が確保されている（起点付近は片側2車線）。また、玉名郡和水町から終点にかけては九州自動車道とほぼ同じ位置を並行するルートを取る。
大牟田市方面と熊本市北区植木地区方面を結ぶ最短ルートである。
1982年（昭和57年）10月まで、整理番号3は福岡県八女市と熊本県阿蘇郡小国町を結ぶ主要地方道・八女小国線が使用していた。
終点の国道3号交点では道路標示が紛らわしいため、標識を色分けすることで対応している。

### 路線データ
- 起点：福岡県大牟田市築町（築町交差点、国道208号交点）
- 終点：熊本県熊本市北区植木町一木（植木町一木交差点、国道3号交点）

## 歴史
- 1959年（昭和34年） - 福岡県告示[要文献特定詳細情報]により、福岡県内区間が福岡県道大牟田植木線として路線認定される（当時の整理番号は19）。
- 1960年（昭和35年） - 熊本県告示[要文献特定詳細情報]により、熊本県内区間が熊本県道大牟田植木線として県道認定される（当時の整理番号は30）。
- 1970年（昭和45年） - 1972年（昭和47年）頃 - 熊本県内区間の整理番号が121に変更される。
- 1973年（昭和48年） - 福岡県告示[要文献特定詳細情報]により、福岡県内区間の整理番号が121に変更され、福岡県道・熊本県道大牟田植木線として統一される。
- 1982年（昭和57年）
  - 建設省[要文献特定詳細情報]告示により、主要地方道大牟田植木線として指定される。
  - 福岡県・熊本県それぞれの告示により、整理番号が3に変更される。
- 1993年（平成5年）5月11日 - 建設省から、県道大牟田植木線が大牟田植木線として主要地方道に再指定される[1]。

## 路線状況

### 重複区間
- 熊本県道29号荒尾南関線（熊本県荒尾市上平山・庄山交差点 - 玉名郡南関町大字宮尾）
- 熊本県道・福岡県道4号玉名八女線（熊本県玉名郡南関町大字上坂下・上坂下交差点交差点 - 玉名郡南関町大字上坂下）
- 熊本県道・福岡県道6号玉名立花線（熊本県玉名郡和水町内田 地内）

### 道路施設

#### 橋梁
- 熊本県
  - 内藤橋（菊池川、玉名郡和水町）
  - 山本橋（豊田川、熊本市北区）

### 交通量
平日24時間交通量（平成17年度道路交通センサス）
| 地点                     | 台数  |
| ------------------------ | ----- |
| 福岡県大牟田市大字教楽来 | 4,902 |

## 地理

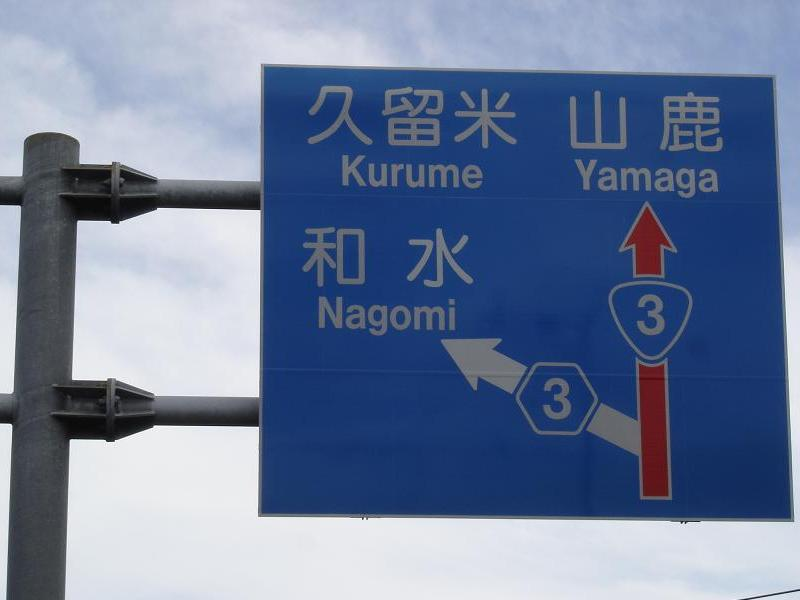
国道3号と県道3号が交わる植木町一木交差点の案内標識

### 通過する自治体
- 福岡県
  - 大牟田市
- 熊本県
  - 荒尾市
  - 玉名郡南関町
  - 玉名郡和水町
  - 山鹿市
  - 熊本市（北区）

### 交差する道路
| 交差する道路                                               | 都道府県名 | 市町村名 | 市町村名 | 交差する場所 | 交差する場所            |
| ---------------------------------------------------------- | ---------- | -------- | -------- | ------------ | ----------------------- |
| 国道208号 国道209号 重複                                   | 福岡県     | 大牟田市 | 大牟田市 | 築町         | 築町交差点 / 起点       |
| 福岡県道788号藤田上官線                                    | 福岡県     | 大牟田市 | 大牟田市 | 上官町3丁目  | 上官町3丁目交差点       |
| 福岡県道787号勝立三川線                                    | 福岡県     | 大牟田市 | 大牟田市 | 大字勝立     |                         |
| 福岡県道93号大牟田高田線 熊本県道・福岡県道124号金山櫟野線 | 福岡県     | 大牟田市 | 大牟田市 | 大字櫟野     | 櫟野交差点              |
| 熊本県道29号荒尾南関線 重複区間起点                        | 熊本県     | 荒尾市   | 荒尾市   | 上平山       | 庄山交差点              |
| 熊本県道29号荒尾南関線 重複区間終点                        | 熊本県     | 玉名郡   | 南関町   | 大字宮尾     |                         |
| 熊本県道・福岡県道4号玉名八女線 重複区間起点               | 熊本県     | 玉名郡   | 南関町   | 大字上坂下   | 南関町上坂下交差点      |
| 熊本県道・福岡県道4号玉名八女線 重複区間終点               | 熊本県     | 玉名郡   | 南関町   | 大字上坂下   |                         |
| 熊本県道・福岡県道6号玉名立花線 重複区間起点               | 熊本県     | 玉名郡   | 和水町   | 内田         |                         |
| 熊本県道・福岡県道6号玉名立花線 重複区間終点               | 熊本県     | 玉名郡   | 和水町   | 内田         |                         |
| 熊本県道16号玉名山鹿線                                     | 熊本県     | 玉名郡   | 和水町   | 江田         | 和水町江田交差点        |
| 熊本県道194号和仁菊水線                                    | 熊本県     | 玉名郡   | 和水町   | 用木         |                         |
| 熊本県道55号山鹿植木線                                     | 熊本県     | 山鹿市   | 山鹿市   | 鹿央町北谷   | 鹿央町北谷交差点        |
| 熊本県道119号植木山鹿線                                    | 熊本県     | 熊本市   | 北区     | 植木町内     |                         |
| 熊本県道330号熊本山鹿自転車道線                            | 熊本県     | 熊本市   | 北区     | 植木町内     |                         |
| 国道3号                                                    | 熊本県     | 熊本市   | 北区     | 植木町一木   | 植木町一木交差点 / 終点 |

### 交差する鉄道
- 九州新幹線

### 沿線
- JR九州鹿児島本線・西鉄天神大牟田線 大牟田駅
- 大牟田市役所
- 大牟田市立大牟田中央小学校
- 福岡県立三池工業高等学校
- 早鐘眼鏡橋
- 関川
- 南関町立南関第四小学校
- E3 九州自動車道
  - 玉名PA
  - 13 菊水IC
  - 鹿央BS
- 菊池川・内田川
- 和水町立病院
- 江田船山古墳
- 和水町立菊水中学校
- 道の駅きくすい
- 菊水郵便局
- 和水町立菊水小学校
- 熊本市立山本小学校
- 植木総合スポーツセンター